# Informationstechnik-Auditing
| QS-Informatik | Dieser Artikel wurde wegen inhaltlicher Mängel auf der Qualitätssicherungsseite der Redaktion Informatik eingetragen. Dies geschieht, um die Qualität der Artikel aus dem Themengebiet Informatik auf ein akzeptables Niveau zu bringen. Hilf mit, die inhaltlichen Mängel dieses Artikels zu beseitigen, und beteilige dich an der Diskussion! (+) Begründung: Quellen fehlen, Beispiel unter Blockchain ist zu prüfen und zu berücksichtigen. --Hannover86 (Diskussion) 14:13, 10. Sep. 2018 (CEST) |

Ein Informationstechnik-Auditing oder Informationssysteme-Auditing ist ein Audit (Untersuchungsverfahren) von Informations- und Kommunikationssystemen, also eine Überprüfung der Verwaltung und des Managements dieser Systeme.
Das Ziel ist die Feststellung der Datensicherheit, Datenintegrität, Betriebseffektivität und -effizienz, sowie der Vereinbarkeit des IT-Betriebs mit den Organisationszielen.

## Arten
Goodman & Lawless unterscheidet drei Arten von IT-Audit:
- Technologischer Innovationsprozess
- Innovationsvergleich
- Technologieposition

Des Weiteren gibt es noch die folgenden Unterscheidungen:
Systeme und Anwendungen
Prüft ob die Informationssysteme ausreichend, angemessen und effizient sind, um eine schnelle und zuverlässige Datenverarbeitung zu ermöglichen.
Diese Form von IT-Audits sind in erster Linie auf die Geschäftsprozesse fokussiert und dienen meist der Unterstützung von Finanzaudits.
Informationsverarbeitungsanlagen
Prüfung ob die Datenverarbeitung zeitgerecht, genau und effizient erfolgt.
Systementwicklung
Prüfung ob sich die in Entwicklung befindlichen Systeme mit den Unternehmenszielen und anerkannten Standards decken.
Verwaltung der IT- und Unternehmens-Architektur
Überprüft die Verwaltung und Prozesse der Organisation
Client/Server, Telekommunikation, Intranet und Extranets
Überprüft die Telekommunikation- und Netzwerkinfrastruktur eines Unternehmens.